# No Filter Tour (Rolling Stones)
No Filter Tour è il 48º tour musicale dei Rolling Stones a supporto del loro 25º album in studio, Blue & Lonesome.
Iniziato il 9 settembre 2017 da Amburgo ed è destinato a concludersi a Hollywood, in Florida, il 23 novembre 2021.
Inizialmente prevedeva date in Europa, senza toccare il Regno Unito.
Una seconda parte del tour è stata annunciata il 26 febbraio 2018 e si concentra principalmente sui luoghi inglesi. La parte americana è stata annunciata il 19 novembre 2018. Il 6 febbraio 2020 vengono annunciate altre 15 date tra Stati Uniti e Canada.
Per tutte le date del tour i Rolling Stones hanno messo a disposizione la possibilità di votare una tra quattro canzoni disponibili per ogni data. La vincente di ogni votazione è eseguita nel concerto corrispondente.
Il 30 marzo 2019 il gruppo annuncia che dovrà rimandare tutti i concerti programmati per quell'anno per problemi di salute del cantante Mick Jagger, mentre, a causa della morte del batterista Charlie Watts, i concerti del 2021 vengono eseguiti con Steve Jordan alla batteria.

## Scaletta
Durante il tour, in totale, sono state suonate 22 canzoni.
1. Sympathy for the Devil
2. It's Only Rock 'n Roll (But I Like It)
3. Tumbling Dice
4. Out of Control
5. Just Your Fool
6. Ride 'Em on Down
7. Play with Fire
8. You Can't Always Get What You Want
9. Dancing with Mr. D
10. Under My Thumb
11. Paint It Black
12. Honky Tonk Women
13. Slipping Away
14. Happy
15. Midnight Rambler
16. Miss You
17. Street Fighting Man
18. Start Me Up
19. Brown Sugar
20. (I Can't Get No) Satisfaction

Encore
1. Gimme Shelter
2. Jumpin' Jack Flash

## Artisti d'apertura
La seguente lista rappresenta il numero correlato agli artisti d'apertura nella tabella delle date del tour.
- Kaleo = 1
- John Lee Hooker Jr. = 2
- The Struts = 3
- Los Zigarros = 4
- De Staat = 5
- Rival Sons = 6
- The Hellacopters = 7
- Leon Bridges = 8
- Cage the Elephant = 9
- The Academic = 10
- Liam Gallagher = 11
- Florence and the Machine = 12
- The Vaccines = 13
- The Specials = 14
- Richard Ashcroft = 15
- Elbow = 16
- James Bay = 17
- The Kooks = 18
- The Glorious Sons = 19
- Gotthard = 20
- Pražský výběr = 21
- Trombone Shorty & Orleans Avenue = 22
- St. Paul and The Broken Bones = 23
- Whiskey Myers = 24
- The Beaches = 25
- Ghost Hounds = 26
- Gary Clark Jr. = 27
- Dumpstaphunk = 28
- The Soul Rebels = 29
- The Revivalists = 30
- Des Rocs = 31
- Bishop Gunn = 32
- The Wombats = 33
- Lukas Nelson & Promise Of The Real = 34
- Nathaniel Rateliff & the Night Sweats = 35
- Vista Kicks = 36
- Juanes = 37
- Black Pumas = 38
- Måneskin = 39
- Zac Brown Band = 40
- Ayron Jones = 41

## Date
| Data              | Città             | Stato           | Luogo                                 | Artisti d'apertura | Biglietti (venduti / disponibili) | Incasso      |
| Europa            | Europa            | Europa          | Europa                                | Europa             | Europa                            | Europa       |
| ----------------- | ----------------- | --------------- | ------------------------------------- | ------------------ | --------------------------------- | ------------ |
| 9 settembre 2017  | Amburgo           | Germania        | Hamburg Stadtpark                     | 1                  | 81.193 / 81.193                   | $11.954.300  |
| 12 settembre 2017 | Monaco di Baviera | Germania        | Stadio Olimpico                       | 1                  | 72.637 / 72.637                   | $11.792.289  |
| 16 settembre 2017 | Spielberg         | Austria         | Red Bull Ring                         | 1 ; 2              | 95.004 / 95.004                   | $11.202.349  |
| 20 settembre 2017 | Zurigo            | Svizzera        | Letzigrund                            | 3                  | 48.963 / 48.963                   | $10.304.275  |
| 23 settembre 2017 | Lucca             | Italia          | Mura di Lucca (Lucca Summer Festival) | 3                  | 55.604 / 55.604                   | $7.618.277   |
| 27 settembre 2017 | Barcellona        | Spagna          | Stadio olimpico Lluís Companys        | 4                  | 58.622 / 58.622                   | $8.769.703   |
| 30 settembre 2017 | Amsterdam         | Paesi Bassi     | Amsterdam ArenA                       | 5                  | 54.791 / 54.791                   | $8.762.079   |
| 3 ottobre 2017    | Copenaghen        | Danimarca       | Telia Parken                          | 6                  | 47.002 / 47.002                   | $8.510.736   |
| 9 ottobre 2017    | Düsseldorf        | Germania        | ESPRIT Arena                          | 6                  | 43.295 / 43.295                   | $8.487.199   |
| 12 ottobre 2017   | Stoccolma         | Svezia          | Friends Arena                         | 7                  | 53.770 / 53.770                   | $7.880.697   |
| 15 ottobre 2017   | Arnhem            | Paesi Bassi     | GelreDome                             | 8                  | 35.338 / 35.338                   | $6.146.461   |
| 19 ottobre 2017   | Nanterre          | Francia         | U Arena                               | 9                  | 109.126 / 109.126                 | $18.529.324  |
| 22 ottobre 2017   | Nanterre          | Francia         | U Arena                               | 9                  | 109.126 / 109.126                 | $18.529.324  |
| 25 ottobre 2017   | Nanterre          | Francia         | U Arena                               | 9                  | 109.126 / 109.126                 | $18.529.324  |
| 17 maggio 2018    | Dublino           | Irlanda         | Croke Park                            | 10                 | 64.823 / 64.823                   | $8.771.102   |
| 22 maggio 2018    | Londra            | Regno Unito     | London Stadium                        | 11                 | 137.475 / 137.475                 | $20.496.695  |
| 25 maggio 2018    | Londra            | Regno Unito     | London Stadium                        | 12                 | 137.475 / 137.475                 | $20.496.695  |
| 29 maggio 2018    | Southampton       | Regno Unito     | St Mary's Stadium                     | 13                 | 26.582 / 26.582                   | $3.676.860   |
| 2 giugno 2018     | Coventry          | Regno Unito     | Ricoh Arena                           | 14                 | 31.599 / 31.599                   | $4.120.042   |
| 5 giugno 2018     | Manchester        | Regno Unito     | Old Trafford                          | 15                 | 46.898 / 46.898                   | $7.321.969   |
| 9 giugno 2018     | Edimburgo         | Regno Unito     | Stadio di Murrayfield                 | 15                 | 54.221 / 54.221                   | $8.187.100   |
| 15 giugno 2018    | Cardiff           | Regno Unito     | Principality Stadium                  | 16                 | 48.716 / 48.716                   | $6.635.778   |
| 19 giugno 2018    | Londra            | Regno Unito     | Stadio di Twickenham                  | 17                 | 55.000 / 55.000                   | $11.105.252  |
| 22 giugno 2018    | Berlino           | Germania        | Stadio Olimpico                       | 18                 | 67.295 / 67.295                   | $12.113.470  |
| 26 giugno 2018    | Marsiglia         | Francia         | Orange Vélodrome                      | 19                 | 57.409 / 57.409                   | $9.591.041   |
| 30 giugno 2018    | Stoccarda         | Germania        | Mercedes-Benz Arena                   | 18                 | 43.291 / 43.291                   | $8.785.685   |
| 4 luglio 2018     | Praga             | Repubblica Ceca | Aeroporto di Letňany                  | 20 ; 21            | 65.250 / 65.250                   | $8.674.940   |
| 8 luglio 2018     | Varsavia          | Polonia         | PGE Narodowy                          | 22                 | 52.355 / 52.355                   | $8.364.676   |
| Nord America      |                   |                 |                                       |                    |                                   |              |
| 21 giugno 2019    | Chicago           | Stati Uniti     | Soldier Field                         | 23                 | 98.228 / 98.228                   | $21.741.564  |
| 25 giugno 2019    | Chicago           | Stati Uniti     | Soldier Field                         | 24                 | 98.228 / 98.228                   | $21.741.564  |
| 29 giugno 2019    | Oro-Medonte       | Canada          | Burl's Creek Event Grounds            | 19 ; 25            | N.D.                              | N.D.         |
| 3 luglio 2019     | Landover          | Stati Uniti     | FedExField                            | 26                 | 39.082 / 39.082                   | $9.257.202   |
| 7 luglio 2019     | Foxborough        | Stati Uniti     | Gillette Stadium                      | 27                 | 49.669 / 49.669                   | $11.675.732  |
| 15 luglio 2019    | New Orleans       | Stati Uniti     | Mercedes-Benz Superdome               | 28 ; 29            | 35.023 / 35.023                   | $7.163.692   |
| 19 luglio 2019    | Jacksonville      | Stati Uniti     | TIAA Bank Field                       | 30                 | 50.358 / 50.358                   | $10.198.392  |
| 23 luglio 2019    | Filadelfia        | Stati Uniti     | Lincoln Financial Field               | 31                 | 51.115 / 51.115                   | $11.741.373  |
| 27 luglio 2019    | Houston           | Stati Uniti     | NRG Stadium                           | 32                 | 45.958 / 45.958                   | $11.068.397  |
| 1º agosto 2019    | East Rutherford   | Stati Uniti     | MetLife Stadium                       | 33                 | 104.964 / 104.964                 | $25.510.438  |
| 5 agosto 2019     | East Rutherford   | Stati Uniti     | MetLife Stadium                       | 34                 | 104.964 / 104.964                 | $25.510.438  |
| 10 agosto 2019    | Denver            | Stati Uniti     | Broncos Stadium                       | 35                 | 58.846 / 58.846                   | $13.494.183  |
| 14 agosto 2019    | Seattle           | Stati Uniti     | CenturyLink Field                     | 34                 | 53.363 / 53.363                   | $11.835.818  |
| 18 agosto 2019    | Santa Clara       | Stati Uniti     | Levi's Stadium                        | 36                 | 47.578 / 47.578                   | $11.496.719  |
| 22 agosto 2019    | Pasadena          | Stati Uniti     | Rose Bowl                             | 1                  | 56.974 / 56.974                   | $13.113.319  |
| 26 agosto 2019    | Glendale          | Stati Uniti     | State Farm Stadium                    | 1                  | 52.726 / 52.726                   | $9.747.170   |
| 31 agosto 2019    | Miami Gardens     | Stati Uniti     | Hard Rock Stadium                     | 37                 | 40.768 / 40.768                   | $9.762.771   |
| 26 settembre 2021 | Saint Louis       | Stati Uniti     | The Dome at America's Center          | 30                 | 38.669 / 38.669                   | $7.203.265   |
| 30 settembre 2021 | Charlotte         | Stati Uniti     | Bank of America Stadium               | 26                 | 42.577 / 42.577                   | $9.074.182   |
| 4 ottobre 2021    | Pittsburgh        | Stati Uniti     | Heinz Field                           | 26                 | 43.702 / 43.702                   | $8.781.607   |
| 9 ottobre 2021    | Nashville         | Stati Uniti     | Nissan Stadium                        | 26                 | 42.964 / 42.964                   | $8.947.952   |
| 14 ottobre 2021   | Inglewood         | Stati Uniti     | SoFi Stadium                          | 26                 | 81.676 / 81.676                   | $18.887.679  |
| 17 ottobre 2021   | Inglewood         | Stati Uniti     | SoFi Stadium                          | 19                 | 81.676 / 81.676                   | $18.887.679  |
| 24 ottobre 2021   | Minneapolis       | Stati Uniti     | U.S. Bank Stadium                     | 38                 | 38.727 / 38.727                   | $8.039.757   |
| 29 ottobre 2021   | Tampa             | Stati Uniti     | Raymond James Stadium                 | 26                 | 52.075 / 52.075                   | $11.378.033  |
| 2 novembre 2021   | Dallas            | Stati Uniti     | Cotton Bowl                           | 37                 | 42.469 / 42.469                   | $8.965.725   |
| 6 novembre 2021   | Las Vegas         | Stati Uniti     | Allegiant Stadium                     | 39                 | 42.600 / 42.600                   | $14.804.562  |
| 11 novembre 2021  | Atlanta           | Stati Uniti     | Mercedes-Benz Stadium                 | 40                 | 49.915 / 49.915                   | $11.125.641  |
| 15 novembre 2021  | Detroit           | Stati Uniti     | Ford Field                            | 41                 | 40.250 / 40.250                   | $8.289.779   |
| 20 novembre 2021  | Austin            | Stati Uniti     | Circuito delle Americhe               | 26                 | 54.854 / 54.854                   | $10.078.193  |
| 23 novembre 2021  | Hollywood         | Stati Uniti     | Hard Rock Live                        | 26                 | 6.725 / 6.725                     | $5.330.360   |
| Totale            | Totale            | Totale          | Totale                                | Totale             | 2.867.799 / 2.867.799 (100%)      | $546.515.799 |

### Cancellazioni
| Data            | Città        | Stato        | Luogo               | Causa                                                         |
| Nord America    | Nord America | Nord America | Nord America        | Nord America                                                  |
| --------------- | ------------ | ------------ | ------------------- | ------------------------------------------------------------- |
| 2 maggio 2019   | New Orleans  | Stati Uniti  | Festival Grounds    | Convalescenza di Mick Jagger dovuta ad un’operazione al cuore |
| 8 maggio 2019   | San Diego    | Stati Uniti  | SDCCU Stadium       | Demolizione dello stadio                                      |
| 12 maggio 2020  | Vancouver    | Canada       | BC Place            | Pandemia di COVID-19                                          |
| 6 giugno 2020   | Buffalo      | Stati Uniti  | New Era Field       | Pandemia di COVID-19                                          |
| 14 giugno 2020  | Louisville   | Stati Uniti  | Cardinal Stadium    | Pandemia di COVID-19                                          |
| 19 giugno 2020  | Cleveland    | Stati Uniti  | FirstEnergy Stadium | Pandemia di COVID-19                                          |
| 13 ottobre 2021 | New Orleans  | Stati Uniti  | Festival Grounds    | Pandemia di COVID-19                                          |

## Formazione
- Mick Jagger (voce, chitarra, armonica)
- Keith Richards (chitarra, voce)
- Ronnie Wood (chitarra)
- Charlie Watts (batteria) (escluse le date del 2021)

### Collaboratori
- Darryl Jones (basso)
- Bernard Fowler (coro)
- Sasha Allan (coro)
- Tim Ries (sassofono)
- Matt Clifford (tastiere)
- Chuck Leavell (tastiere, coro)
- Steve Jordan (Batteria) (dal 26 settembre 2021)